# Abbaye de Forest

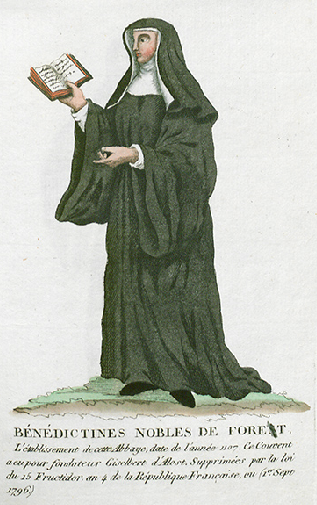
Bénédictines nobles de Forest

L'abbaye de Forest (en néerlandais : Abdij van Vorst) est un établissement monastique fondé dans les années 1100, au bord d’un ruisseau, à 5 km au sud de la ville de Bruxelles en Belgique. Durant un siècle, la communauté habite un prieuré en demeurant sous l'autorité de l'abbé d'Afflighem. En 1239, la première abbesse de Forest est élue. Dames et jeunes filles des meilleures familles de l'aristocratie et de la haute bourgeoisie se joignent à la communauté, qui bénéficie donc de donations et de dots permettant de faire des acquisitions. L'abbaye bénédictine fonctionne alors comme une petite ville en autarcie.
À partir de la fin du XVe siècle, les troubles commencent. Le conflit armé opposant Charles VIII, roi de France, et Maximilien d’Autriche affecte l'abbaye, qui connaît ensuite une épidémie de peste et la famine. Les guerres de Religion du XVIe siècle entraînent le départ des religieuses pour Bruxelles. Une centaine d'années plus tard, les conflits avec la France, sous le règne de Louis XIV, occasionnent de nouvelles destructions.
Le XVIIIe siècle est un siècle de renouveau. L'architecte choisi est Laurent-Benoît Dewez, un spécialiste des grands ensembles architecturaux. En 1780, l'abbaye échappe aux mesures de Joseph II, qui souhaite supprimer les établissements religieux inutiles, car elle est engagée dans l'enseignement à destination des jeunes filles. Mais à la suite de la Révolution française, elle est supprimée et vendue.
Les bâtiments qui ont survécu au démantèlement forment aujourd'hui un centre culturel pour séminaires, banquets et expositions appartenant à la commune bruxelloise de Forest. L'ancienne abbaye et le site sont classés comme monument historique en 1994.

## Historique

### Fondation d'une communauté de moniales bénédictines
Sur un terrain offert par Gislebert d’Alost, l’abbé d’Afflighem Fulgence fonde en 1105 une communauté de moniales bénédictines nobles, qui sont, en fait, des sœurs et épouses de nobles de la région partis en croisade. Gislebert lui-même leur confie sa mère Ode et sa sœur Lutgarde avant de partir en Terre sainte.

### Naissance d'un moutier
Le moutier est d'abord établi à Meerhem, puis transféré à Forest en 1106,, au bord du ruisseau Geleytsbeek, affluent de la Senne, à 5 km au sud de la ville de Bruxelles, non loin du château d'Aa qui le protège.
Le village de Forest ne compte alors que quelques maisons au bord du Geleytsbeek, près d’une chapelle consacrée à sainte Alène et d’une petite église paroissiale de bois dédiée à Saint-Denis.
La réputation de la future abbaye sera par la suite assurée en raison des miracles opérés par la relique de sainte Alène.

### Développement et prospérité

#### Lieux de culte exclusifs
Les moniales bénédictines étant cloîtrées, leurs lieux de cultes doivent leur être exclusifs, séparés des lieux de culte du reste de la population. Dès le milieu du XIIe siècle, une nouvelle église paroissiale est donc construite. Cette église est confirmée en 1182 par l'évêque de Cambrai, Roger de Wavrin. Les moniales gardent ainsi l'ancienne église qui sera remplacée au XIVe siècle par une vaste abbatiale.

#### Le prieuré devient une abbaye
Pendant un siècle, jusqu'en 1238, la communauté reste sous l'autorité de l'abbé d'Affligem, en échange d'une once d'or versée à l'abbaye annuellement. Cet abbé veille au respect de la discipline religieuse et à la régularité de la vie monastique du prieuré de Forest. En 1239, la première abbesse de Forest est élue : Pétronille, fille d'un châtelain de Gand. L'abbaye dépend dès lors de l'évêque de Cambrai.

#### L'abbaye se développe
Dames et jeunes filles des meilleures familles de l'aristocratie et de la haute bourgeoisie se joignent à la communauté. Diverses donations et dots permettent de faire des acquisitions qui augmentent le patrimoine du monastère, déjà important au XIIe siècle.
Déjà, en 1164, Gauthier, abbé de Saint-Winoc de Bergues vend au prieuré de Forest une terre située à Gammerages, et lui donne les églises de Gammerages et de Meerbeke. Ce don est ratifié deux années plus tard par Nicolas, évêque de Cambrai.
Au fil du temps, l'abbaye est à la tête de treize domaines et grandes fermes, certains étant même fort éloignés de Forest. Des travaux de drainage et canalisation permettent également une bonne exploitation des terres au bord de la Senne. Le village de Forest se développe près de l'abbaye qui fonctionne comme une petite ville. Dès le XIIIe siècle, l'ensemble des bâtiments conventuels est achevé : salle capitulaire, bibliothèque, réfectoire, infirmerie, sacristie, cellier, hôtellerie.

#### Construction d'une grande abbatiale
Au XIVe siècle, une grande église abbatiale de 70 mètres de long remplace l'ancienne église Saint-Denis. Elle est terminée en 1447.

#### La communauté est autonome
À l'intérieur du mur d’enceinte de la propriété se trouvent d’autres constructions qui assurent l'autarcie de la communauté : boulangerie, écurie, moulin, ferme et granges, brasserie, etc. Tout un monde de domestiques, hommes et femmes y travaillent. Des œuvres de charité — nourriture aux indigents et soins de santé — sont également organisées à l'abbaye.

### Siècles de tourmentes
Vers la fin du XIVe siècle les troubles commencent. En 1489-1490, le monastère est mis à mal lors du conflit armé qui oppose Charles VIII, roi de France, et Maximilien d’Autriche. Des misères s’ensuivent : épidémie de peste et famine.
Plus graves encore sont les guerres de religion du siècle suivant. En 1566, les moniales doivent se réfugier à Bruxelles. Leur abbaye est incendiée en 1582. Avec le retour des moniales un travail de restauration commence en 1589. Une centaine d’années plus tard, de 1684 à 1689, les conflits avec la France, sous le règne de Louis XIV, occasionnent de nouvelles destructions et un appauvrissement général de la région.

### Reconstruction de l'abbaye

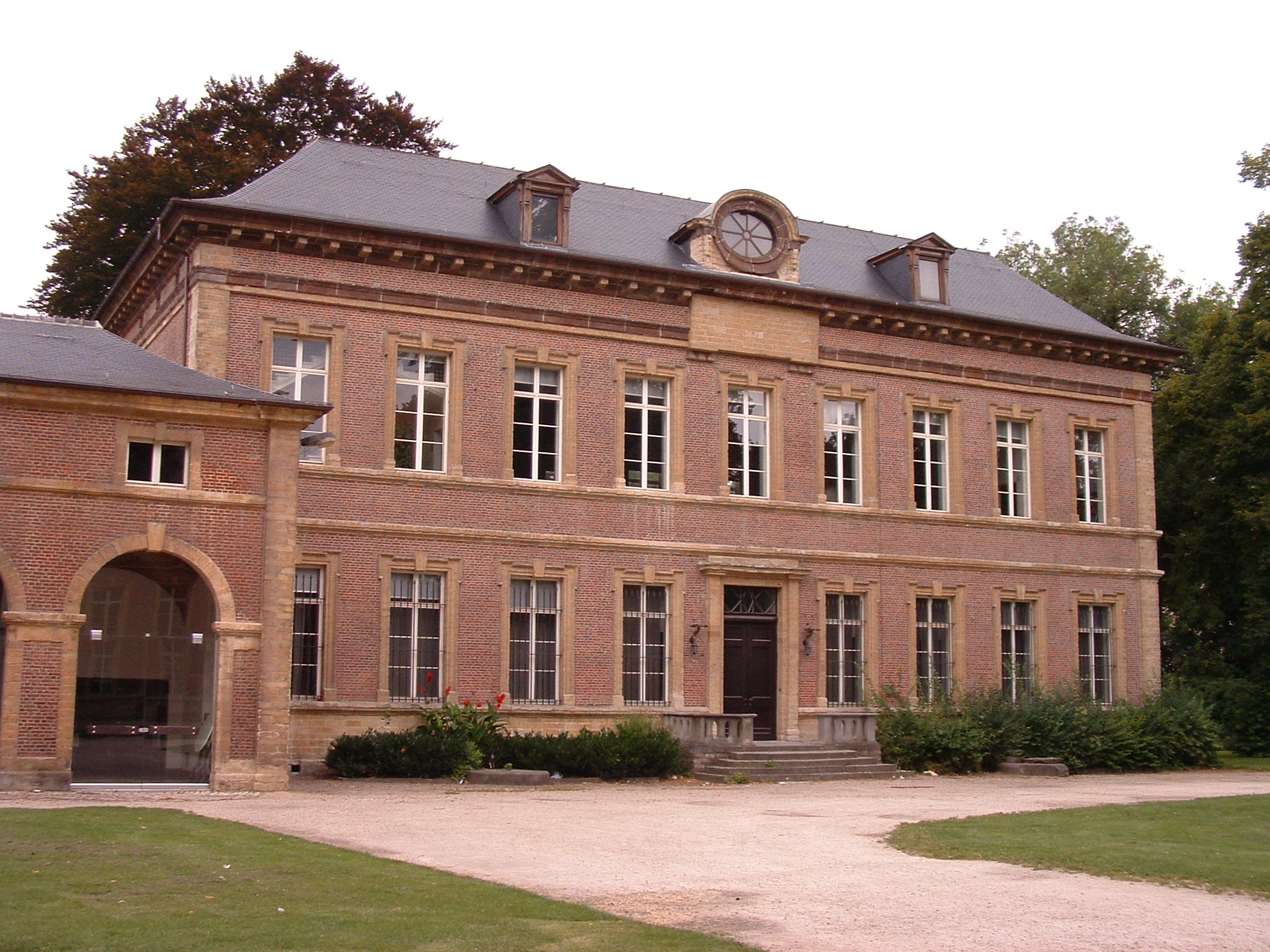
Le dit « prieuré » : construit par Dewez.

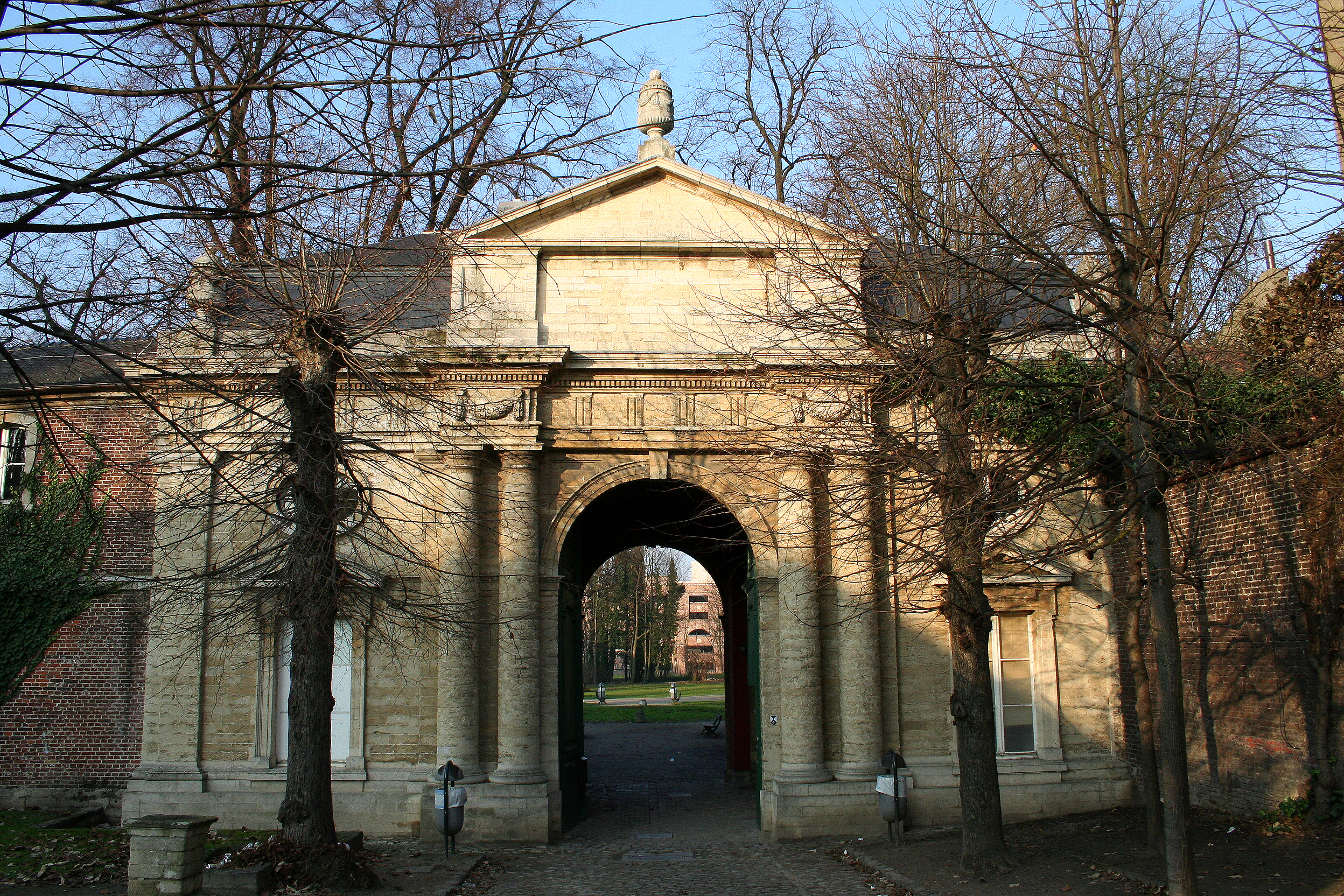
Le portail néo-classique de l'abbaye (XVIIIe siècle).

En 1764, un incendie accidentel détruit à nouveau une partie des bâtiments. C’est l’occasion pour l’abbesse de l’époque Marie-Joséphe de Bousies de Rouveroy de mettre en chantier les plans d’une toute nouvelle abbaye, comme beaucoup d’autres le font, d’ailleurs, durant ce siècle de renouveau. L’architecte choisi est Laurent-Benoît Dewez, un spécialiste des grands ensembles architecturaux. Le projet mis en chantier en 1764 — dans le style néo-classique en faveur à l’époque — est remarquable, mais cependant, tout ne sera pas achevé. C'est Charles-Alexandre de Lorraine qui précisément en pose la première pierre le 12 septembre 1764.
Finalement, l’église abbatiale gothique et l’enclos monastique ne sont pas modifiés. Seuls, le bâtiment des hôtes avec sa cour d’honneur, et le portail d’entrée avec ses dépendances en semi-circonférence, sont réalisés. Les travaux se ralentissent à partir de 1770. Dewez passe la main à un successeur et disciple.

### Politique de Joseph II
L’abbaye échappe aux mesures de Joseph II, en 1780, lequel, pour assainir les finances publiques et diminuer le poids de la dîme, fit supprimer dans tout l'empire les couvents dits "inutiles" ; en effet, l'abbaye était engagée dans l’enseignement des jeunes filles.

### Révolution française
Selon Émile Poumon, la Révolution française aurait supprimé l'abbaye en 1790, entraînant la perte des droits juridiques que l'abbaye avait dans le village. Les moniales auraient été expulsés le 19 novembre 1796 en manifestant hautement leur mécontentemment.
Selon d'autres sources, les religieuses auraient fui en Allemagne emportant archives, reliques et la châsse de Sainte Alène, en juillet 1794, parce qu'elles craignaient l’arrivée des troupes révolutionnaires françaises. Il est indiqué par ailleurs, qu'après leur départ l’abbaye aurait été pillée par les Forestois eux-mêmes.
Un an plus tard, en 1795, les biens de l’abbaye sont confisqués et mis en vente. Certaines œuvres d’art sont sauvées : un polyptyque du XVIe siècle (scène de la vie de sainte Aline) et la grande croix romane (XIIe siècle) passent dans l’église voisine de Saint-Denis.

### Dissolution de la communauté et démantèlement de bâtiments
La communauté est dissoute en 1796.
Un entrepreneur acquiert l’ensemble des bâtiments en 1797 et en organise le démantèlement systématique pour en faire du matériel de construction. Vers 1810, l’abbatiale et le cloître sont démolis. Seuls échappent à la démolition les bâtiments plus récents de Dewez. Les moniales reviennent d’Allemagne la même année et s’installent à Bruxelles où la dernière d’entre elles meurt en 1837.
À la dissolution de l'abbaye, les reliques de Sainte Alène retrouvent une place d’honneur dans l’église Saint-Denis, devenue paroissiale en 1823. Cette église est en style ogival primaire encore teinté de roman. Outre le tombeau de sainte Alène, de style typiquement roman, elle réunit quantité d'œuvres d'art.

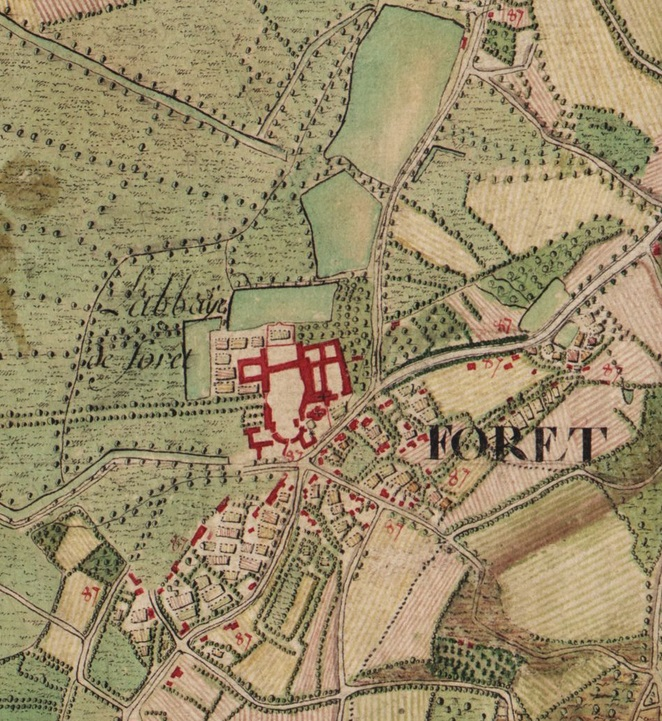
L'Abbaye de Foret sur la carte de Ferraris du XVIIIe siècle.
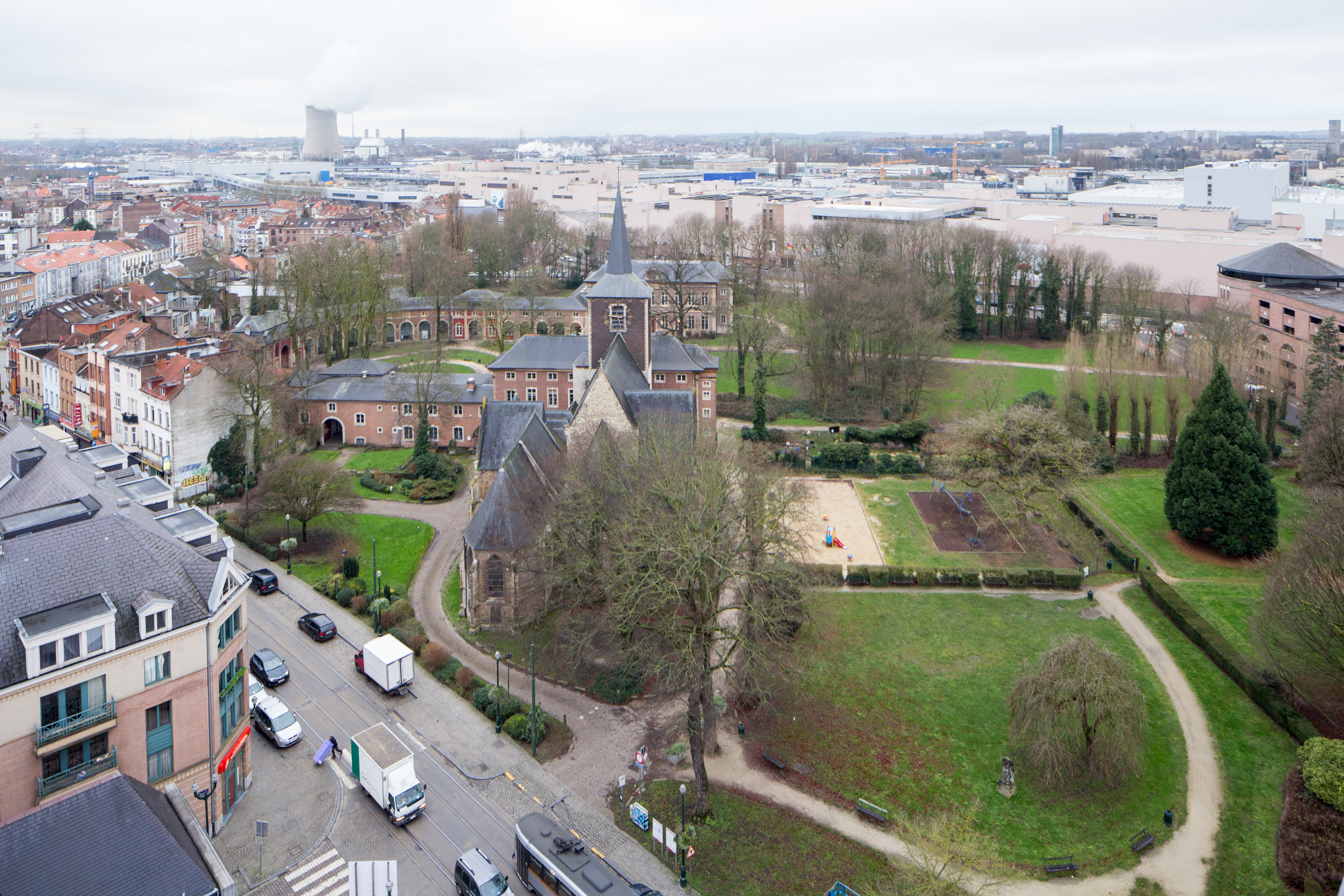
Vue d'ensemble de l'abbaye, en 2018

## Ce qui reste de l'ancienne abbaye
L'ancienne abbatiale a été détruite en 1810, mais la porte d'entrée de l'abbaye (datée 1765) subsiste, non loin de l'église Saint-Denis de Forest. Le portail se prolonge par des dépendances, disposées en hémicycle, de la même époque. Elles se terminent à gauche, par le château du baron de Decker où se trouvent de nombreux souvenirs de l'abbaye. Le parc Duden appartenait aux moniales. Les stalles abbatiales sont à Sainte-Gudule.
Ce qui reste de l’abbaye, c'est-à-dire les bâtiments des hôtes (dits château et prieuré), portail, cour d’honneur et dépendances, est acquis par la commune de Forest en 1964. En 1968, une restauration complète en est faite. L'ensemble est aujourd'hui un centre culturel actif où sont organisés expositions, séminaires, banquets et réceptions diverses.

## Production locale
La bière « Abbaye de Forest » est une bière triple blonde de haute fermentation titrant 6,5 % de volume d'alcool. Elle est aujourd'hui produite par la brasserie de Silly selon le respect de la tradition initiée par les abbesses bénédictines et les brasseurs de l'abbaye.